# サルヴァトーレ・スキラッチ
サルヴァトーレ・スキラッチ（Salvatore Schillaci, 1964年12月1日 - 2024年9月18日）は、イタリア・パレルモ出身のサッカー選手。選手時代のポジションはフォワード。「トト」のニックネームで親しまれた。イタリア語の発音により近づけた表記は「スキッラーチ」（「ッ」は「ラ」の前）となる。元イタリア代表。

## 経歴

### 選手時代
1981年に地元のアマチュアクラブ、AMATパレルモでデビュー。家計を助けるために菓子職人の見習いなど、様々な職を転々とした。ACRメッシーナへ移籍、フランコ・スコーリオ、ズデネク・ゼーマンの指導の下でストライカーとして磨きをかけ、1988-89シーズンのセリエB得点王になり、その活躍が認められてセリエA・ユヴェントスへ移籍し、1989-90シーズンのリーグ戦で15得点を挙げる活躍、また同シーズンのUEFAカップ優勝に貢献した。
この活躍によりイタリア代表に選出され1990年3月31日のスイス戦で代表デビューを果たし 、その2か月後に開催された地元でのイタリアW杯ではグループリーグ初戦のオーストリア戦で後半30分過ぎから出場し、決勝ゴールを奪い、第3戦のチェコスロバキア戦からは以降不調のカルネヴァーレに代わって先発出場し、3位決定戦となったイングランド戦でも1ゴール1アシストを決め、イタリアを3位へ導いた。グループリーグ第2戦以外の全ての試合でゴールを決め、7試合で6得点を記録し得点王となると共にゴールデンボール賞を受賞、この時の活躍で「トト」と渾名された。この活躍で1990年のバロンドール投票では第2位になった。
しかし、その後は故障などもあって不調に陥り、1992-93シーズン、インテル・ミラノへ移籍、そのシーズンは怪我で多くの試合を欠場したこともあり、リーグ戦21試合の出場、6ゴールに終わった。1993-94シーズン、開幕から3試合連続ゴールを決めるなど好調なスタートを切ったが、11月から故障のため長期離脱。3月に復帰し、第28節のミラノダービーでは途中出場から同点ゴールを決め、第29節のジェノア戦でも2試合連続にしてセリエAでのラストゴールを決めたが、怪我で多くの試合を欠場したことからリーグ戦では僅か9試合の出場、5ゴールを挙げたのみに終わる。チームはUEFAカップで決勝の勝ち上がっていたものの、中山雅史が負傷を抱えていたこと、開幕前に契約したアリ・ダエイが3ヶ月経ってもイランからの出国を許可されない状態であったため、ジュビロが強く要望し、契約期間を半年前倒ししてチームを離れた。
1994年4月15日にメディカルチェックを受け、チームと契約。4月18日に入団会見が行われジュビロ磐田に入団した。1994年4月30日のヴェルディ川崎戦でJリーグ初ゴールを決めた。1995年シーズンは同年6月28日の柏レイソル戦でハットトリックを達成するなど、スキラッチも31得点まで伸ばしたものの、第20節を最後に負傷離脱。
得点王争いで2位の福田正博はコンスタントに得点を重ねた。その時点で27得点だった福田は、第25節で31得点目を決め、残り1試合でスキラッチに並んだ。最終節で福田に逆転を許し、1点差で得点王のタイトル獲得はならなかった(福田のゴールのうち14点はPKによるものである。)。また同年のJリーグカップでは決勝のヴェルデイ戦では無得点に終わり優勝を逃したが、1回戦の平塚戦で2ゴール、2回戦の横浜F戦でも2ゴール、準決勝の横浜M戦でも1ゴールとジュビロの全ゴールを一人で挙げ、決勝進出の立役者となった。
1996年5月15日のベルマーレ平塚戦でもハットトリックを達成した。1997年4月19日のセレッソ大阪戦でゴールを決めたが、その試合以降腰痛が悪化して帰国。そのまま磐田を退団して現役を引退した。在籍中は特にエスパルスとのダービー戦で活躍、7試合で11ゴールを決めた。

### 引退後
引退後は地元のパレルモでサッカースクールを開設している。またイタリアのリアリティショーに出演して人気を集めた。
2008年、中田英寿が主催した特別試合「+1 FOOTBALL MATCH（プラスワンフットボールマッチ）」に出場した。また2016年に日本で開催されたチャリティーマッチにユベントスレジェンドの一員参加として出場、1ゴールを挙げた。
晩年は結腸癌を患っており、2024年9月18日の朝、入院していたパレルモの病院で死去。59歳没。

## 私生活
甥のフランチェスコ・ディ・マリアーノもサッカー選手である。

## 個人成績

### クラブでの成績
| 国内大会個人成績 | 国内大会個人成績 | 国内大会個人成績 | 国内大会個人成績 | 国内大会個人成績 | 国内大会個人成績 | 国内大会個人成績 | 国内大会個人成績 | 国内大会個人成績 | 国内大会個人成績 | 国内大会個人成績 | 国内大会個人成績 |
| 年度             | クラブ           | 背番号           | リーグ           | リーグ戦         | リーグ戦         | リーグ杯         | リーグ杯         | オープン杯       | オープン杯       | 期間通算         | 期間通算         |
| 年度             | クラブ           | 背番号           | リーグ           | 出場             | 得点             | 出場             | 得点             | 出場             | 得点             | 出場             | 得点             |
| イタリア         | イタリア         | イタリア         | イタリア         | リーグ戦         | リーグ戦         | イタリア杯       | イタリア杯       | オープン杯       | オープン杯       | 期間通算         | 期間通算         |
| ---------------- | ---------------- | ---------------- | ---------------- | ---------------- | ---------------- | ---------------- | ---------------- | ---------------- | ---------------- | ---------------- | ---------------- |
| 1981-82          | パレルモ         |                  |                  |                  |                  |                  |                  |                  |                  |                  |                  |
| 1982-83          | メッシーナ       |                  | セリエC2         | 26               | 3                |                  |                  |                  |                  |                  |                  |
| 1983-84          | メッシーナ       |                  | セリエC1         | 26               | 4                |                  |                  |                  |                  |                  |                  |
| 1984-85          | メッシーナ       |                  | セリエC1         | 31               | 4                |                  |                  |                  |                  |                  |                  |
| 1985-86          | メッシーナ       |                  | セリエC1         | 31               | 11               |                  |                  |                  |                  |                  |                  |
| 1986-87          | メッシーナ       |                  | セリエB          | 33               | 3                |                  |                  |                  |                  |                  |                  |
| 1987-88          | メッシーナ       |                  | セリエB          | 37               | 13               |                  |                  |                  |                  |                  |                  |
| 1988-89          | メッシーナ       |                  | セリエB          | 35               | 23               |                  |                  |                  |                  |                  |                  |
| 1989-90          | ユヴェントス     |                  | セリエA          | 30               | 15               | 8                | 2                | 12               | 4                | 50               | 21               |
| 1990-91          | ユヴェントス     |                  | セリエA          | 29               | 5                | 5                | 0                | 7                | 3                | 42               | 8                |
| 1991-92          | ユヴェントス     |                  | セリエA          | 31               | 6                | 9                | 1                | -                | -                | 40               | 7                |
| 1992-93          | インテル・ミラノ |                  | セリエA          | 21               | 6                | 2                | 1                | -                | -                | 23               | 7                |
| 1993-94          | インテル・ミラノ |                  | セリエA          | 9                | 5                | 1                | 0                | 3                | 0                | 13               | 5                |
| 日本             | 日本             | 日本             | 日本             | リーグ戦         | リーグ戦         | リーグ杯         | リーグ杯         | 天皇杯           | 天皇杯           | 期間通算         | 期間通算         |
| 1994             | 磐田             | -                | J                | 18               | 9                | 4                | 5                | 1                | 0                | 23               | 14               |
| 1995             | 磐田             | -                | J                | 34               | 31               | -                | -                | 0                | 0                | 34               | 31               |
| 1996             | 磐田             | -                | J                | 23               | 15               | 8                | 3                | 0                | 0                | 31               | 18               |
| 1997             | 磐田             | 11               | J                | 3                | 1                | 2                | 1                | 0                | 0                | 5                | 2                |
| 通算             | イタリア         | イタリア         | セリエA          |                  |                  |                  |                  |                  |                  |                  |                  |
| 通算             | イタリア         | イタリア         | セリエB          |                  |                  |                  |                  |                  |                  |                  |                  |
| 通算             | イタリア         | イタリア         | セリエC1         |                  |                  |                  |                  |                  |                  |                  |                  |
| 通算             | イタリア         | イタリア         | セリエC2         |                  |                  |                  |                  |                  |                  |                  |                  |
| 通算             | 日本             | 日本             | J                | 78               | 56               | 14               | 9                | 1                | 0                | 93               | 65               |
| 総通算           |                  |                  |                  |                  |                  |                  |                  |                  |                  |                  |                  |

### 代表での成績
- 国際Aマッチ 17試合 7得点（1990年-1991年）[22]

| イタリア代表 | 国際Aマッチ | 国際Aマッチ |
| 年           | 出場        | 得点        |
| ------------ | ----------- | ----------- |
| 1990         | 13          | 6           |
| 1991         | 4           | 1           |
| 通算         | 17          | 7           |

## タイトル

### クラブ
メッシーナ
- セリエC2 : 1982–83
- セリエC : 1985–86

ユヴェントス
- コッパ・イタリア : 1989-90
- UEFAカップ : 1989–90

インテル
- UEFAカップ : 1993-94

### 個人
- 1990 FIFAワールドカップ得点王・ゴールデンボール賞 (MVP)